# Augustus Sol Invictus

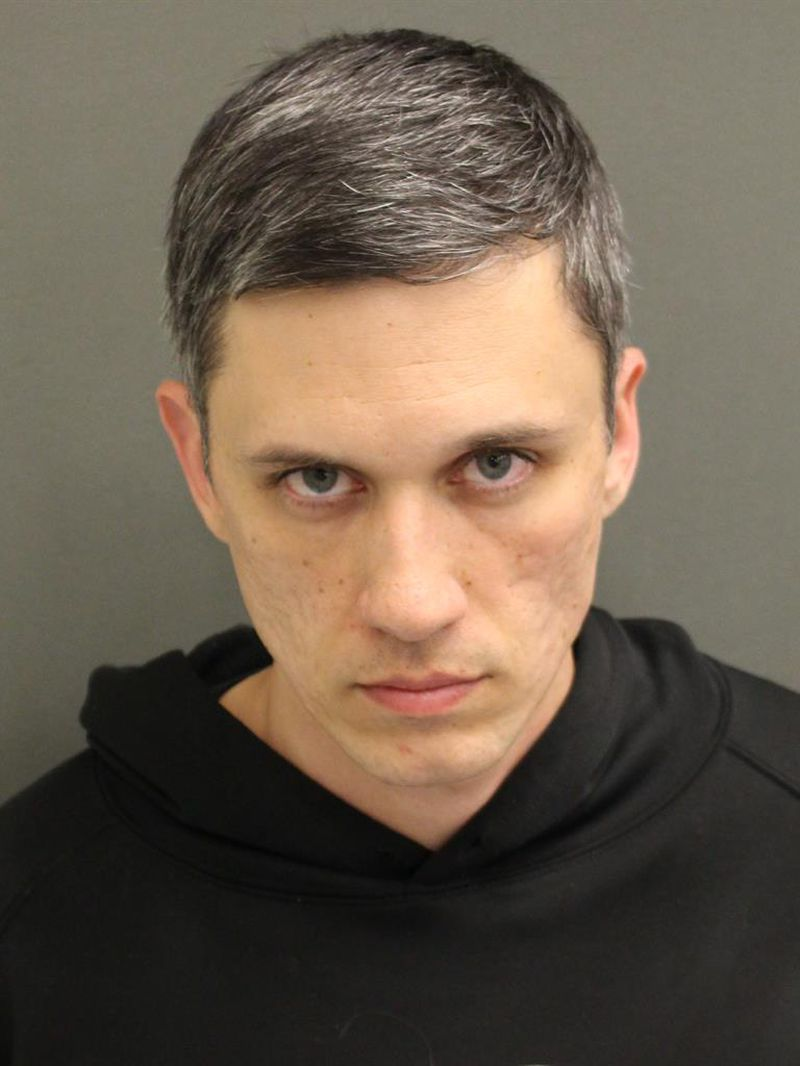
Augustus Sol Invictus, 2020

Augustus Sol Invictus (Latein: „Erhabene Unbesiegte Sonne“; * 31. Juli 1983 in Dayton, Ohio als Austin Mitchell Gillespie) ist ein US-amerikanischer rechtsextremer Aktivist und Rechtsanwalt. Invictus gehört zur US-amerikanischen Alt-Right und befürwortet die Schaffung eines weißen Ethnostaates.

## Privatleben
Austin Gillespie änderte seinen Namen 2006 in Augustus Sol Invictus. Invictus identifiziert sich mit der von Aleister Crowley gegründeten Thelema-Bewegung. Der thelemische Orden Ordo Templi Orientis schloss Augustus wegen dessen politischer Ansichten aus.
Invictus ist geschieden und hat vier Kinder. Frühere Liebhaberinnen haben Augustus wegen häuslicher Gewalt mehrfach angezeigt. Die Anzeigen haben mangels Beweisen zu keiner Anklage durch die Staatsanwaltschaft geführt.

## Studium und Karriere
Invictus hat an der University of South Florida einen B.A. in Philosophie mit Auszeichnung erworben. Danach besuchte er die DePaul University, wo er 2011 einen Abschluss in Jura machte. Während des Jurastudiums war Invictus Fellow am International Human Rights Law Institute. Als Fellow arbeitete Invictus zu Völkerstrafrecht und zum Recht bewaffneter Konflikte.
Invictus ist zugelassener Anwalt in Florida, New York, Illinois und Massachusetts. 2012 verteidigte er Marcus Faella in einem Strafverfahren. Faella ist ein Anführer der neonazistischen Bürgermiliz American Front.
2013 gründete Invictus die Anwaltskanzlei Imperium, P.A. Invictus ist auf strafrechtliche Fälle mit Bezug zu Terrorismus und Drogenhandel spezialisiert.

## Politik
Im April 2013 veröffentlichte Invictus einen offenen Brief, den das Southern Poverty Law Center als „bizarr“ und „verstörend“ bezeichnet. In dem Brief verzichtet Invictus auf seine US-Staatsbürgerschaft und seine Anwaltslizenzen. Stattdessen wolle er sich nun vorbereiten auf den Zweck seiner Geburt. Diesen erblickt Invictus im „Zweiten Amerikanischen Bürgerkrieg“ gegen Sozialismus und Globalismus.
Am 19. Mai 2015 gab Invictus seine Kandidatur für die Libertäre Partei bei der Senats-Wahl in Florida bekannt. Adrian Wyllie legte aus Protest gegen Invictus’ Kandidatur sein Amt als Vorsitzender der Libertären Partei in Florida nieder. Wyllie warf Invictus vor, Eugenik propagiert und Tieropfer praktiziert zu haben. Invictus gab zu, in einem Artikel Eugenik befürwortet zu haben. Der Artikel reflektiere aber nicht mehr seine heutige Haltung zu Eugenik. Invictus gestand ebenfalls ein, im Rahmen eines heidnischen Rituals im Frühjahr 2013 Ziegenblut getrunken zu haben. Invictus unterlag in den Vorwahlen der Libertären Partei seinem Parteikollegen Paul Stanton.
Invictus ist Herausgeber des 2017 gegründeten Online-Magazins The Revolutionary Conservative. Mit dem Magazin will Invictus dazu beitragen „die amerikanische Republik zu verteidigen und die westliche Zivilisation zu verteidigen.“
Invictus gewann lenkte die Aufmerksamkeit der Medien als Sprecher der rechtsextremen Demonstrationen in Charlottesville im August 2017 auf sich. Einen Monat zuvor hatte Invictus seinen Austritt aus der Libertären Partei bekanntgegeben, die seiner Meinung nach von Linken „infiltriert und korrumpiert“ worden sei. Invictus ist seitdem Mitglied der Republikanischen Partei. Die Demonstrationen machten landesweit Schlagzeilen, als ein rechtsextremer Teilnehmer am 12. August mit seinem Auto in die Gegendemonstranten raste und dabei eine Frau tötete. Der Miami Herald schrieb, dass die Beteiligung von Invictus an dieser Demonstration und „die politischen Nachwirkungen von Charlottesville [Invictus’] Hoffnungen auf politische Ämter beseitigen werde.“

## Ansichten
Invictus befürwortet eine nicht-interventionistische Außenpolitik. Interventionen hätten „eine außergewöhnliche Zahl US-amerikanischer Leben (und) zahllose Billionen US-Dollar“ gekostet. Er ist ein Befürworter des Nachtwächterstaats: Er fordert einen ausgeglichenen Staatshaushalt, Deregulierung für Unternehmen sowie eine Abschaffung der Einkommensteuer und des Internal Revenue Service. Weiterhin fordert er ein Ende von Masseneinwanderung (mass immigration) in die Vereinigten Staaten und ein Ende des War on Drugs.